# Max Wolkenstein
Max Wolkenstein (auch bekannt unter dem Namen Wolkenstein) ist eine deutsche Fernsehserie, die zuerst im Jahr 1996 auf Sat.1 ausgestrahlt wurde. Produziert wurde er von der Phoenix Film. Die erste Staffel von Juli bis Oktober 1996 hatte einen Pilotfilm (90 min.) und 15 Folgen (45 min.). Im Jahr 1999 wurde die Serie auf Premiere Krimi & Co. wiederholt und um sechs zusätzliche Folgen erweitert.

## Inhalt
Die Serie dreht sich um den Rechtsanwalt Max Wolkenstein (die Hauptrolle spielte Helmut Zierl), der vor allem Jugendliche vor Gericht vertritt. In 21 Episoden werden unterschiedliche Delikte, von der Brandstiftung bis zum Totschlag und Diebstahl beleuchtet. Max Wolkenstein handelt dabei oft unkonventionell, steht aber immer auf der Seite der Delinquenten.

### Weitere Rollen
Neben Gastauftritten zahlreicher Schauspieler gehörten  Benjamin Sadler, Mathias Noack, Charles Brauer, Ursula Karven, Dolly Dollar, Margret Homeyer und Eva Blum zum festen Stammensemble.
Ursula Gerstel und Pierre René Müller sind ebenfalls in einer Episode zu sehen.